# Incidente del C-130 Hercules dell'Aeronautica militare indonesiana del 2016
Il 18 dicembre 2016, un Lockheed C-130H Hercules dell'Aeronautica militare indonesiana precipitò sul monte Lisuwa mentre si avvicinava all'aeroporto di Wamena, a Wamena, Papua, Indonesia. L'aereo, che stava svolgendo una missione di addestramento per copiloti, trasportava dodici membri dell'equipaggio dell'Aeronautica militare indonesiana e un passeggero. L'aereo andò distrutto nell'impatto; tutti i tredici occupanti morirono.

## L'aereo
Secondo Hadiyan Sumintaatmadja, vice capo dello Stato Maggiore dell'Aeronautica indonesiana, il velivolo coinvolto era idoneo al volo e aveva accumulato solamente 9 000 ore di volo nel corso della sua vita. Ha aggiunto che il velivolo aveva ricevuto controlli di manutenzione ordinaria, programmati per essere eseguiti ogni 50 ore. Il velivolo stesso era stato consegnato di recente alla flotta. Consegnato nel marzo 2016 dall'Australia, è stato il primo di cinque C-130H Hercules ex-RAAF acquistati dalla Royal Australian Air Force. L'aeronautica indonesiana aveva in programma di aggiungere fino a 16 Hercules alla propria flotta.

## L'incidente
L'aereo, un Lockheed C-130 Hercules che trasportava 12 membri dell'equipaggio, un passeggero e 12 tonnellate di materiale logistico, è decollato alle 05:35 ora locale (UTC +9) da Timika, capitale della reggenza Mimika, diretto all'aeroporto di Wamena. Il velivolo era pilotato dal maggiore Marlon A Kawer e, secondo una dichiarazione militare di Halim, il volo fungeva anche da missione di addestramento per il copilota. L'atterraggio era previsto a Wamena alle 06:13 ora locale, prima di proseguire per Jayapura.
Il velivolo contattò la torre di Wamena alle 06:02, prima dell'atterraggio previsto sulla pista 15. A causa della scarsa visibilità, la torre di Wamena decise di non far atterrare il velivolo suggerendogli di spostarsi su un'altra pista, cosa che il pilota accettò. La torre di Wamena ottenne un contatto visivo con l'aereo alle 06:08, ma un minuto dopo perse ogni contatto.
In seguito all'incidente venne allestito un centro di crisi all'aeroporto di Sentani e 30 militari furono dispiegati nell'area. Le squadre di ricerca e soccorso trovarono immediatamente i rottami sul monte Lisuwa, vicino alla pista 33. I funzionari dichiararono che il C-130 era bruciato, con la sezione di coda staccata dal corpo principale. Sul luogo dell'incidente non vennero trovati sopravvissuti e i corpi rinvenuti mutilati e sfigurati. Gli ufficiali militari dichiararono che i corpi di tutte e tredici le vittime erano stati trovati e trasportati all'aeroporto più vicino. A mezzogiorno del 18 dicembre furono identificati dieci corpi. I corpi vennero rimpatriati a Malang, Giava orientale. Durante il rimpatrio si tenne una cerimonia.

## Le indagini
L'aeronautica indonesiana inviò una squadra di investigatori sul luogo dell'incidente dichiarando di voler analizzare diversi fattori che avrebbero potuto aver contribuito all'incidente. Secondo i testimoni oculari, l'area circostante l'incidente era coperta da una fitta nebbia ed era possibile che l'equipaggio avesse perso l'orientamento a causa della scarsa visibilità.

## Conseguenze
Dopo l'incidente si scatenò un'enorme protesta da parte dell'opinione pubblica, che criticò l'invecchiamento della flotta dell'aeronautica indonesiana. Molti chiesero di fermare l'operatività di tutti i Lockheed C-130 Hercules in Indonesia a causa della loro vecchiaia e dei recenti incidenti che li avevano coinvolti. Tuttavia, il comandante delle Forze Armate indonesiane Gatot Nurmantyo dichiarò che avrebbe continuato a far operare gli aerei. Aggiunse che, a causa del gran numero di isole presenti in Indonesia, solo i Lockheed C-130 Hercules avrebbero potuto raggiungerle.
Ai funzionari governativi fu chiesto di rivedere l'invecchiamento della flotta dell'aeronautica indonesiana. Il capo dell'Assemblea consultiva del popolo Zulkifli Hasan dichiarò che il governo indonesiano avrebbe dovuto rivedere e rinnovare la sua flotta. Anche il presidente indonesiano Joko Widodo chiese la stessa cosa e ordinò di controllare la manutenzione di tutti gli aerei delle Forze armate indonesiane.
Dopo l'incidente, l'aeronautica indonesiana avrebbe rinnovato i motori di ogni Hercules della sua flotta. I deputati del popolo indonesiano avrebbero chiamato il ministro della Difesa indonesiano Ryamizard Ryacudu per accertare le sue responsabilità nell'incidente.